# BWA Kłodzko

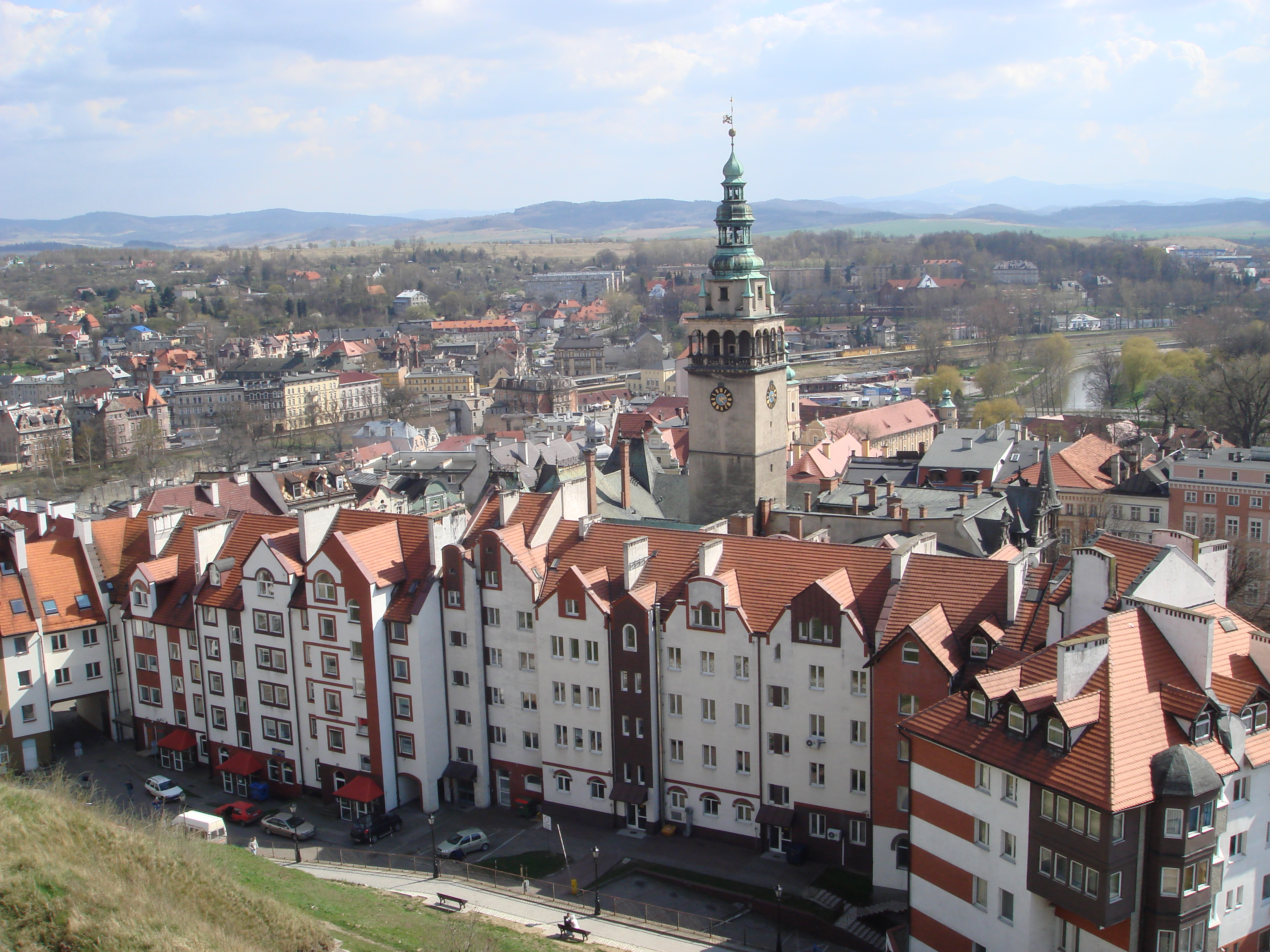
Plombowiec na kłodzkim rynku, wzniesiony w miejsce pierwszej siedziby BWA, w tle widoczna wieża kłodzkiego ratusza - drugiej siedziby BWA (1969-1991)

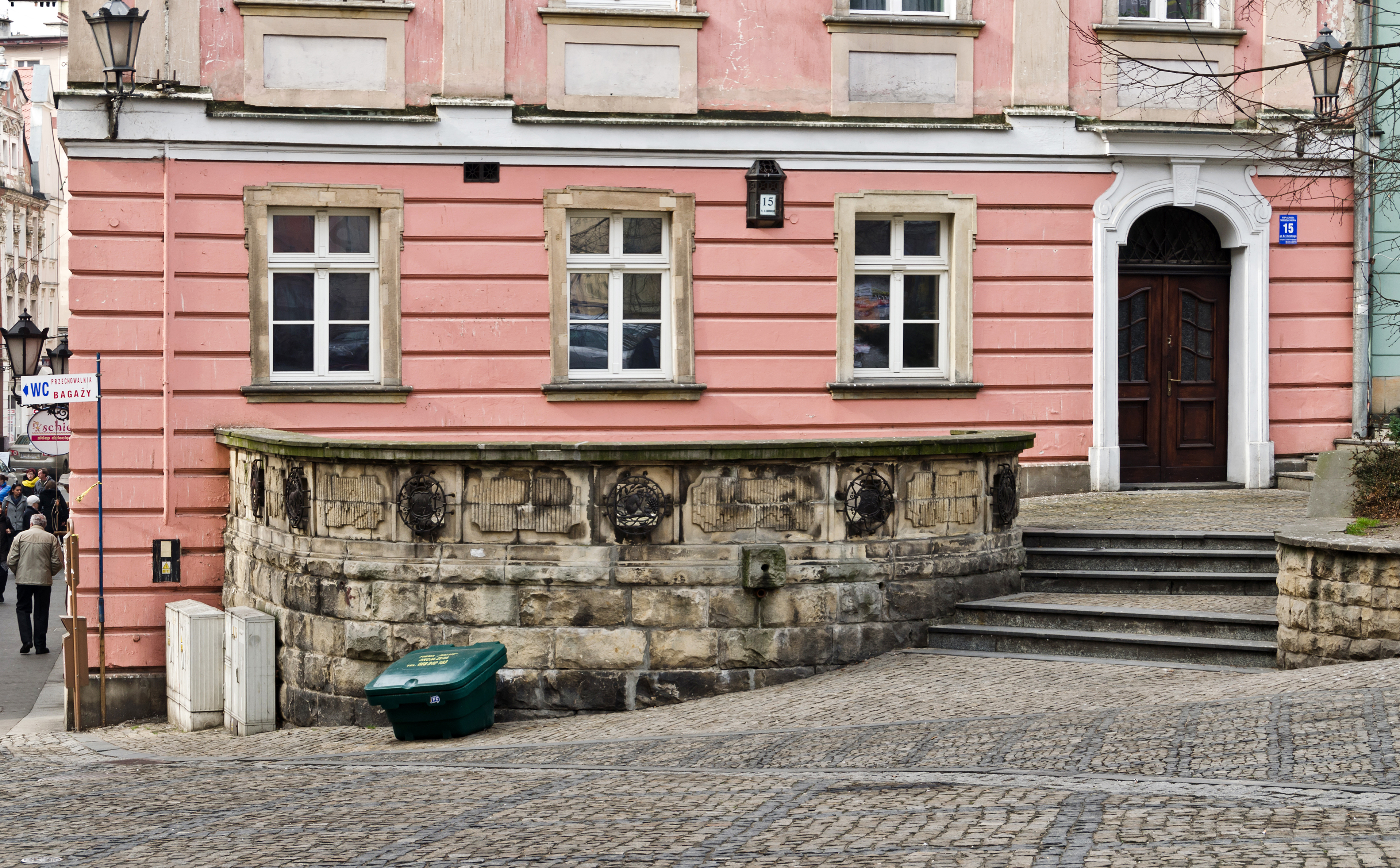
Ostatnia siedziba BWA w Kłodzku (1991-1993)

Biuro Wystaw Artystycznych w Kłodzku (BWA Kłodzko) – instytucja kultury i galeria sztuki działająca w Kłodzku w latach 1967–1993. Zrealizowano w niej około 700 wystaw. Głównym celem BWA było upowszechnianie współczesnych sztuk plastycznych, promocja młodych twórców, absolwentów uczelni artystycznych.

## Siedziby
Początkowo siedziba kłodzkiego BWA mieściła się w gmachu należącym do Muzeum Ziemi Kłodzkiej przy placu Bolesława Chrobrego 22. Ze względu na zły stan techniczny tego budynku galeria została przeniesiona rok później na przełomie 1968 i 1969 roku do ratusza, mieszczącego się przy placu Chrobrego 1. Po przywróceniu pierwotnej funkcji ratusza jako jest siedziby magistratu, w 1991 roku BWA zostało przeniesione do domu przy placu Chrobrego 15.

## Działalność
Biuro Wystaw Artystycznych w Kłodzku powstało w 1967 roku jako filia wrocławskiego BWA. Następnie zostało w 1972 roku przekształcone w jego delegaturę. Po reformie administracyjnej kraju z 1975 roku kłodzkie BWA zostało podporządkowane oddziałowi BWA w Wałbrzychu, stolicy nowego województwa. W latach 1976–1978 opiekę merytoryczną nad kłodzkim BWA sprawowała Galeria Sztuki Współczesnej "Zachęta" w Warszawie. Przełomowym rokiem w działalności kłodzkiej galerii był 1978 rok, kiedy to kłodzkie BWA stało się samodzielną instytucją kulturalną podporządkowaną naczelnikowi miasta (od 1990 roku burmistrzowi).
BWA w Kłodzku organizowała wystawy malarstwa, grafiki, rysunku, fotografii, plakatu, tkaniny unikatowej, szkła artystycznego, srebra, rękodzieła artystycznego. Prezentowane były tu prace takich artystów jak m.in.: Wacław Brejter, Witold Turkiewicz, Zygmunt Janota, Jerzy Duda-Gracz, Edward Dwurnik, Zdzisław Beksiński, Henryk Wańko, Natalia Lach-Lachowicz. Od 1974 roku organizowano cykl wystaw Tendencje metaforyczne w polskiej sztuce współczesnej, a w latach 1979–1984 prezentowano wystawy kłodzkiego szkła artystycznego za granicą w Budapeszcie, Wiedniu, Berlinie, Lipsku i Carvinie oraz w Polsce (łącznie 16 wystaw). 
Do ważniejszych wystaw zbiorowych należały:
- Marzenia, mity, wtajemniczenia (1974)
- Pogranicze prawdy i fikcji (1975)
- Pośród iskier (1977)
- Ciemne ogrody (1980)
- Ciemne ogrody II (1981)
- Okno (1986)
- Chińskie rzemiosło artystyczne (1987)

### Kierownicy
| L.p. | Lata        | Imię i nazwisko       |
| ---- | ----------- | --------------------- |
| 1.   | 1967 - 1973 | mgr Danuta Turkiewicz |
| 2.   | 1973 – 1993 | mgr Maria Dzierżyńska |